# Silnice II/206

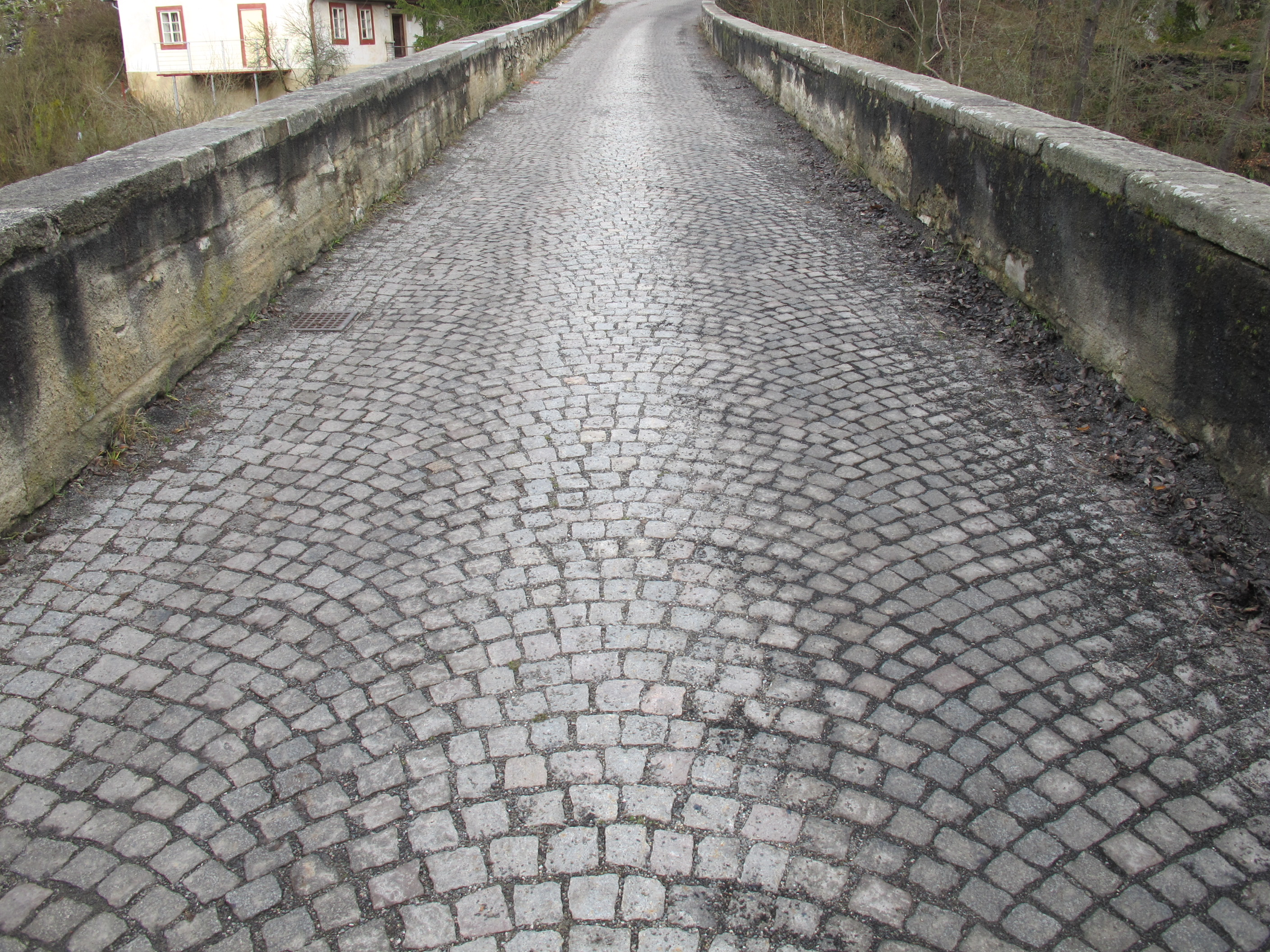
Rabštejn – most přes řeku Střelu

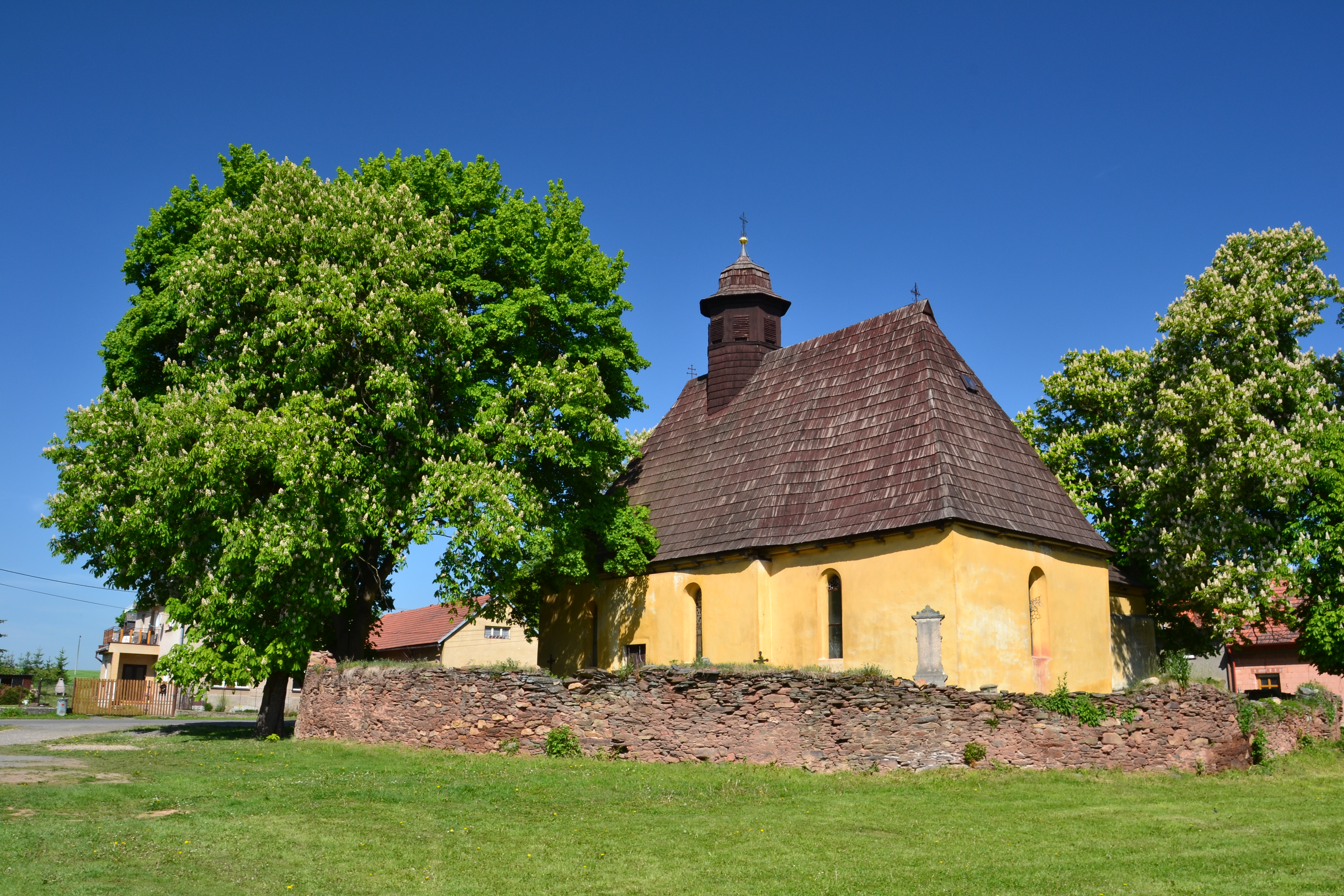
Stvolny

Silnice II/206 začíná v obci Stvolny v severní části Plzeňského kraje. Odbočuje ze silnice II/205 východním směrem. Prochází čtyřmi obcemi.
V obci Žďár v okrese Rakovník se napojuje na silnici I/27. Na trase je čerpací stanice v Žihli. Celková délka silnice je zhruba 17 km.

## Popis trasy
| Vzdál. v km | Místo                | Popis | Nadm. výška |
| ----------- | -------------------- | --- | ----------- |
| 0           | Stvolny              | II/206 začíná u rybníka odbočkou z II/205 severním směrem                                                                      | 455         |
| 2,9         | Rabštejn nad Střelou | parkoviště u zámku | 468         |
| 3,6         | Rabštejn nad Střelou | most přes řeku Střelu | 430         |
| 6,3         | Nový Dvůr            | průjezd obcí | 585         |
| 9,2         | Žihle                | přejezd přes Trať 160 | 459         |
| 10          | Žihle                | na náměstí odbočka vpravo na III/20140 do obcí Odlezly a Chrášťovice; odbočka vlevo na III/2063 do obcí Pastuchovice a Velečín | 443         |
| 11          | Žihle                | na konci obce II/206 vede přímo; odbočka vpravo na III/2062 do obcí Potvorov a Sedlec                                          | 447         |
| 16          | Podbořánky           | průjezd obcí | 518–525     |
| 17          | Žďár                 | II/206 končí napojením na silnici I/27                                                                                         | 548         |